# Hinter Fiescherhorn
El Hinter Fiescherhorn (4.025 m) es una cumbre menor cerca del Gross Fiescherhorn. Se encuentra en el cantón suizo del Valais cerca de la frontera con el cantón de Berna. También puede verse escrito Hinteres Fiescherhorn. Es una de las tres cimas del Fiescherhorn, junto con el Gross Fiescherhorn (4.049  m) y el Ochs, también llamado Klein Fiescherhorn (3.900 m).

## Primera ascensión
La primera ascensión se produjo el 28 de julio de 1885 por Eugen Guido Lammer y August Lorria.

## Clasificación SOIUSA
Según la clasificación SOIUSA, el Hinter Fiescherhorn pertenece:
- Gran parte: Alpes occidentales
- Gran sector: Alpes del noroeste
- Sección: Alpes berneses
- Subsección: Alpes berneses iss
- Supergrupo: Cadena Jungfrau-Fiescherhorn
- Grupo: Grupo Fiescherhorn-Grünhorn
- Código: I/B-12.II-B.3